# Acrocirrus bansei
Acrocirrus bansei is een soort borstelworm uit de familie van de Acrocirridae. De wetenschappelijke naam van de soort is voor het eerst geldig gepubliceerd in 2012 door Magalhães & Bailey-Brock.
De soort is vernoemd naar dr. Karl Banse als erkenning voor zijn bijdragen aan de taxonomie van de Acrocirridae. Dr. Banse herkende de Acrocirridae als familie apart van de Cirratulidae en heeft verschillende soorten in het geslacht Acrocirrus beschreven en herbeschreven.